# Trần Nghị Duy
Trần Nghị Duy (Chen Yi-wei; giản thể: 陈毅维; phồn thể: 陳毅維; bính âm: Chén Yìwéi; sinh ngày 27 tháng 3 năm 1987) là một cầu thủ bóng đá người Đài Loan. Anh thi đấu ở vị trí hậu vệ.

## Sự nghiệp quốc tế

### Bàn thắng quốc tế
| #  | Ngày                 | Địa điểm                                     | Đối thủ              | Bàn thắng | Kết quả | Giải đấu                          |
| -- | -------------------- | -------------------------------------------- | -------------------- | --------- | ------- | --------------------------------- |
| 1. | 30 tháng 6 năm 2016  | Trung tâm đào tạo quốc gia GFA, Dededo, Guam | Quần đảo Bắc Mariana | 4–0       | 8–1     | Vòng loại Cúp bóng đá Đông Á 2017 |
| 2. | 11 tháng 10 năm 2016 | Sân vận động Quốc gia, Cao Hùng, Đài Loan    | Đông Timor           | 1–0       | 2–1     | Vòng loại Asian Cup 2019          |
| 3. | 15 tháng 10 năm 2019 | Sân vận động Quốc gia, Cao Hùng, Đài Loan    | Úc                   | 1–2       | 1–7     | Vòng loại World Cup 2022          |